# Скрапар (округ)
Скрапар (алб. Rrethi i Skraparit) — один з 36 округів Албанії.
Округ займає територію 775 км² й належить до області Берат. Адміністративний центр — місто Чоровода.
Скрапар — історична назва регіону, відомого у всій Албанії завдяки своїй ракії та народній музиці.

## Географія
Округ Скрапар розташований у горах південної Албанії. До округу входить долина річки Осумі. На південь від Чороводи Осумі протікає глибоким каньйоном довжиною майже 15 км, що є відомим туристичним атракціоном. На північному заході округу здіймається найвища гора регіону — Томор (2 415 м).
За винятком долини річки Осумі більшість селищ в окрузі лежать у важкодоступних гірських районах.

## Адміністративний поділ
На території округу розташовано два міста: Чоровода, Полічан і 8 громад: Богова, Чепан, Г’єрбес, Лешня, Потом, Кендер, Вендреші, Жепа.